# Hicham Bahloul
Pour les articles homonymes, voir Bahloul.
Hicham Bahloul, né le 3 septembre 1973 à Casablanca (Maroc), est un acteur marocain. 

## Biographie

### Naissance et études
Hicham Bahloul naît le 3 septembre 1973 à Casablanca,. En 1993, il s'inscrit à la Faculté de Droit à Casablanca d'où il en sort avec une licence en 2000.

### Carrière
En 1992, il décroche son premier rôle dans une pièce de théâtre choisie pour le premier Festival scolaire du théâtre à Taza. Champion du Maroc de lutte romaine et en sambo, Hicham Bahloul commence sa carrière artistique au sein du théâtre amateur avec l'Association « Fawanis » en 2000. Il joue ensuite dans plusieurs œuvres nationales et internationales telles Jeremiah (TV en 1998), Gli amici di Gesù - Maria Maddalena (TV en 2000), L'Algérie des chimères (2001), Le Harem de Mme Osmane, La Symphonie marocaine (2006) et Les Cœurs brûlés (2007).
Hicham Bahloul joue entre autres dans la série de Hulagu, avec notamment l'acteur syrien Ayman Zeidan. Il a également joué le rôle de Muslim bin Aqeel dans la série et Muawiya dans Hassan et Hussein.
Il joue plusieurs fois le rôle principal dans des longs métrages et des séries télés.
En 2015 à El Jadida, Hicham Bahloul est à la clôture du Salon du Livre et de la Presse Jeunesse.

### Accident
En octobre 2013, il est victime d'un accident de la circulation. Il est hospitalisé à l'hôpital Avicenne de Rabat.

### Sport
Il est Champion du Maroc de sambo et de lutte gréco-romaine.

## Filmographie

### Théâtre
- Cœurs brûlés (2007)
- Almchaouch saison (2009)
- Demain Depuis l'aube
- Deux lacs de larmes (2008)
- Symphonie marocaine
- Nancy et la Bête
- Les lèvres du silence
- Mouna Saber
- Loups dans un cercle
- Amod
- Embuscade
- Les enfants des hommes
- Tagaln
- Innocent 1 (2006)
- Innocent 2 (2007)
- Fille Noor
- Hulagu (2002)
- Hassan et Hussein (2011)
- Maisons à La Mecque (2011)
- Omar ibn al Khattab (2012)

### Série
- La Conquête d'Al-Andalous (2021)[8].

### Feuilleton
- Quand cela devient dur (2022)[9].